# Helena Cantacucena
Helena Cantacucena (en griego: Έλενα Καντακουζηνή) (1333-10 de diciembre de 1396) fue la emperatriz consorte de Juan V Paleólogo en el Imperio bizantino.

## Familia
Era hija de Juan VI Cantacuceno e Irene Asanina.
Fue la hermana de Mateo Cantacuceno y Manuel Cantacuceno. Sus hermanas María y Teodora eran las respectivas esposas de Nicéforo II Orsini y Orhan I.

## Emperatriz
Juan V y Juan VI fueron emperadores rivales en una guerra civil que se desató desde 1341 hasta 1347. Las dos partes por fin llegaron a un acuerdo. Según sus términos Juan VI sería reconocido como principal coemperador con Juan V, más joven que él. El matrimonio fue sellado con el matrimonio de Helena con Juan V. 
El matrimonio tuvo lugar el 28 o 29 de mayo de 1347. Helena tenía unos trece años, mientras que a su novio le faltaba un mes para cumplir su decimoquinto cumpleaños. La paz sólo duró hasta 1352, cuando su esposo reanudó las hostilidades contra su padre. Juan VI se vio obligado a renunciar al trono el 4 de diciembre de 1354. Su hermano Mateo retendría su título de coemperador hasta su propia derrota en 1357.
Helena y Juan V tuvieron al menos nueve hijos:
- Andrónico IV Paleólogo (2 de abril de 1348 - 28 de junio de 1385).
- Irene Paleóloga (aprox. 1349 - después de 1362). Se casó con su primo hermano Şehzade Halil de Bitinia. Su esposo era un hijo de Orhan I y la hermana de Helena Teodora Cantacucena.
- Manuel II Paleólogo (27 de junio de 1350 - 21 de julio de 1425).
- Teodoro I Paleólogo, señor de Morea (aprox. 1355 - 24 de junio de 1407).
- Miguel Paleólogo (murió en 1376/1377). Reclamó el trono del Imperio de Trebisonda de Alejo III. Fue asesinado mientras su campaña estaba en curso.
- María Paleóloga (murió en 1376). Prometida a Murad I. Murió antes de que el matrimonio pudiera realizarse.
- Una hija prometida a Pedro II de Chipre.
- Una de las dos hijas anónimas que se informó que entró en un monasterio en 1373.
- La segunda de las dos hijas anónimas que se informó que entró en un monasterio en 1373.

## Últimos años
El 12 de agosto de 1376, Juan V fue depuesto en un golpe de Estado por su hijo Andrónico IV. Helena fue tomada cautiva junto con la mayoría de la familia imperial. Andrónico IV fue apoyado principalmente por la República de Génova. Su principal oposición provino de la República de Venecia, el enemigo tradicional de Génova, y Murad I. Andrónico IV había cooperado con Savci Bey, un hijo de Murad, en un intento conjunto para deponer a sus respectivos padres en 1373. Murad se mantuvo hostil hacia él y apoyó a Juan V.
Murad fue el responsable de la restauración de Juan V el 1 de julio de 1379. Andrónico se retiró a Gálata, que estaba bajo control genovés. Helena fue tomada como rehén y permaneció en cautiverio hasta 1381.
El conflicto de Juan V y Andrónico IV continuó hasta la muerte de este último en 1385. Andrónico IV fue sustituido por su hijo Juan VII Paleólogo, que logró derrocar brevemente a su abuelo en 1390. El papel de Helena en el conflicto fue mínimo, ya que pocas fuentes aún la mencionan.
Juan V fue restaurado en el trono pero murió el 16 de febrero de 1391. Helena le sobrevivió y se retiró al convento de Santa Marta, adoptando el nombre monástico de Hipomona (Paciencia). Murió allí como una monja.